# Kairós
Kairós (em grego:  καιρός, "o momento oportuno", "certo" ou "supremo"), na mitologia grega, é o deus do tempo oportuno. Kairós  é referido a partir do século V a.C., quando Íon de Quio lhe dedicou um hino, no qual o celebra como o filho mais jovem de Zeus. Em Sícion, se encontrava uma estátua de Kairós, esculpida por  Lisipo. Kairós também teve um altar em Olímpia.
Na estrutura linguística, simbólica e temporal da civilização moderna, geralmente emprega-se uma só palavra para significar a noção de "tempo". Os gregos antigos tinham duas palavras para o tempo: chronos e kairós. Enquanto o primeiro refere-se ao tempo cronológico ou sequencial (o tempo que se mede, de natureza quantitativa), Kairós possui natureza qualitativa, o momento indeterminado no tempo em que algo especial acontece: a experiência do momento oportuno. Em grego antigo e moderno, kairós (em grego moderno pronuncia-se kerós) também significa "tempo climático", como a palavra weather em inglês.
O termo é usado também em teologia para descrever a forma qualitativa do tempo, como o "tempo de deus" (a eternidade), enquanto khronos é de natureza quantitativa, o "tempo dos homens".

## Na filosofia e na mitologia
Na filosofia greco-romana, Kairós é a experiência do momento oportuno. Os pitagóricos consideravam Kairós como "oportunidade". Kairos é o tempo em potencial, tempo eterno e não linear, enquanto Chronos é a medida linear de um movimento ou período. Na  retórica, Kairos era uma noção central, pois caracterizava "o momento fugaz em que uma oportunidade/abertura se apresenta e deve ser encarada com força e destreza para que o sucesso seja alcançado".
Na filosofia prática da medicina atribuída a Hipócrates, as doenças, durante um certo tempo, evoluem de forma silenciosa até alcançarem o momento crucial, chamado krisis (crise), momento em que a doença se define, rumo à cura ou não. O bom médico deve identificar o kairós (momento oportuno) de agir. Esse tempo (kairós) não dura muito tempo (khronos ) e, portanto, o médico não tem tempo a perder.
Para os filósofos atomistas da antiguidade (como Demócrito, Epicuro e Lucrécio), que rejeitam toda teleologia na natureza, a formação do mundo é fruto da combinação e dissociação de inumeráveis átomos pelos quais cada coisa desponta imanentemente no "momento oportuno" em que alguns dos infinitos átomos, que se chocam ao acaso pela infinitude do tempo, se combinam de maneira consistente, durando por um tempo até a decomposição, até a morte.

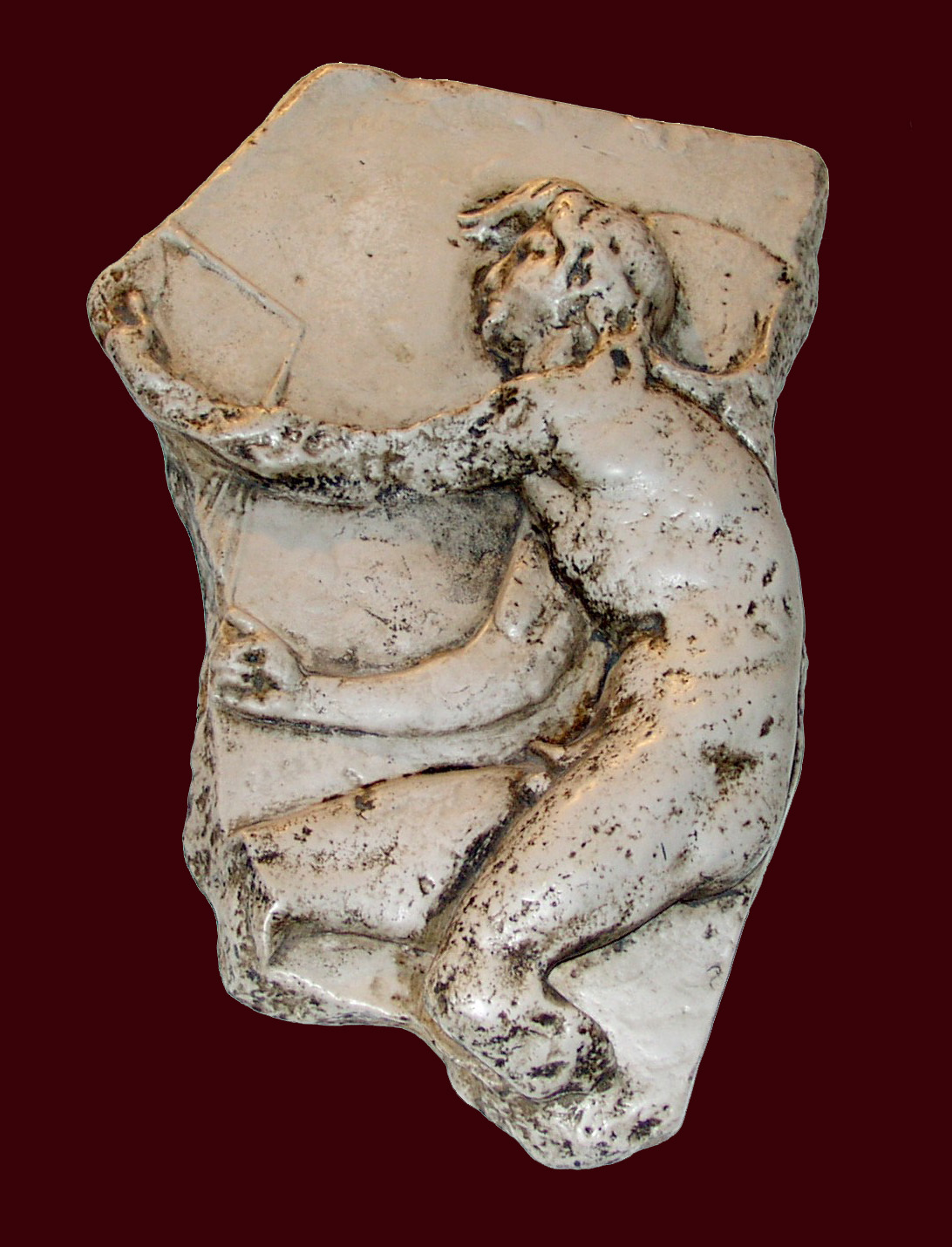
Kairós
Relevo de Lísipo, século IV
cópia antiga em Trogir

Na mitologia, Kairós era habitualmente considerado filho menor de Zeus e da deusa da prosperidade, Tyche. Kairós era rápido, andava nu e tinha somente um cacho de cabelos na testa. Só era possível agarrá-lo segurando-o por esse topete. Se assim não fosse, seria impossível segui-lo ou trazê-lo de volta. Kairós era visto na inteligência de Atena, no amor de Eros e mesmo no vinho de Dioniso. Posteriormente, na genealogia dos deuses, parece estar associado a todos eles, como manifestação de um momento específico. Kairós poderia ser (ou estar manifesto em) Chronos (Tempo), já na teologia cristã, na noção de Aeon (eternidade). Em nenhum momento Kairós refletiria o passado ou pressentiria o futuro; ele simboliza o melhor instante no presente: o instante em que se consegue afastar o caos e abraçar a felicidade.